# Cyphosperma trichospadix
Cyphosperma trichospadix là loài thực vật có hoa thuộc họ Arecaceae. Loài này được (Burret) H.E.Moore mô tả khoa học đầu tiên năm 1977.